# 阿尔弗雷多·比昂迪
阿尔弗雷多·比昂迪（義大利語：Alfredo Biondi，1928年6月29日—2020年6月24日），意大利律师，政治人物，曾任意大利司法部长。

## 生平
1928年生于比萨。长期从事律师工作。1968年当选众议院议员。1985年至1986年，担任意大利自由党秘书长。1986年至1994年，担任意大利自由党主席。1987年至1994年以及1996年至2006年，担任意大利众议院副议长。他还在意大利政府任职：1982年12月至1983年8月，担任欧盟政策部长。1983年8月至1984年7月，担任环境部长。1994年5月至1995年1月，在西尔维奥·贝卢斯科尼第一次内阁出任司法部长。
1993年，他联合创立了中心联盟，这是意大利力量黨一个小分支拍派系。2008年参议员任期结束后，曾短暂参加自由人民黨的党务活动。2011年3月，他重新加入意大利自由党。
2020年6月24日逝世。